# Приреченское сельское поселение (Воронежская область)
Приреченское сельское поселение — муниципальное образование Верхнемамонского района Воронежской области России.
В состав Приреченского сельского поселения входит единственный населённый пункт — село Приречное, являющееся его административным центром.

## История
Приреченский сельсовет был образован 15 декабря 1970 года решением исполнительного Комитета Воронежского областного Совета депутатов трудящихся «Об административно-территориальном составе Верхнемамонского и Поворинского районов».
Законом Воронежской области от 15 октября 2004 года № 63 «Об установлении границ, наделении соответствующим статусом, определении административных центров отдельных муниципальных образований Воронежской области» Приреченский сельсовет был надёлен статусом сельского поселения. Границы Приреченского сельского поселения установлены законом Воронежской области от 15 октября 2004 года № 63 «Об установлении границ, наделении соответствующим статусом, определении административных центров отдельных муниципальных образований Воронежской области».

## Население
| 2010 | 2012 | 2013 | 2014 | 2015 | 2016 | 2017 | 2018 | 2019 |
| ---- | ---- | ---- | ---- | ---- | ---- | ---- | ---- | ---- |
| 762  | ↘751 | ↘736 | ↘726 | ↘692 | ↘669 | ↘664 | ↘636 | ↘635 |
| 2020 | 2021 |      |      |      |      |      |      |      |
| ↘618 | ↗639 |      |      |      |      |      |      |      |

## Администрация
Адрес администрации — село Приречное, улица Ленина, 79.